# アルベルト・ディートリヒ
アルベルト・ディートリヒ（Albert (Hermann) Dietrich, 1829年8月28日 マイセン近郊ゴルク - 1908年11月20日 ベルリン）は、ドイツの作曲家・指揮者。個人としての業績よりも、ヨハネス・ブラームスの友人として有名である。

## 生涯
1851年からデュッセルドルフでロベルト・シューマンに作曲を師事する。1853年10月に初めてブラームスと出逢い、シューマンの采配の下にブラームスと3人で、ヨーゼフ・ヨアヒムのための《F.A.E.ソナタ》を共作、ディートリヒは開始楽章を担当した。
1861年から1890年まで、オルデンブルクの宮廷楽長を務めた。ブラームスがしばしばかの地を訪れたことから、ディートリヒはオルデンブルク宮廷でブラームス作品の多くを紹介した。ブラームスはディートリヒの書斎において、後に《運命の女神の歌》の原典となるヘルダーリンの詩文を見つけている。ディートリヒは、1868年の《ドイツ・レクイエム》のブレーメン初演においても奔走している。

## 作品
ディートリヒ自身の作品は、オペラ《ロビン・フッド》作品34や劇付随音楽《ツィンベリン》作品38、《交響曲ニ短調》、《ヴァイオリン協奏曲ニ短調》作品30（ヨアヒムへの献呈作だが1874年にヨハン・ラウターバッハにより初演）、《チェロ協奏曲ト短調》作品32、《ホルン協奏曲》のほか、いくつかの室内楽曲や合唱曲がある。
1898年にライプツィヒで出版された『ブラームスの思い出』（英語：Recollections of Brahms）は、翌年に英訳され、今なお重要な資料となっている。
ブラームス研究者デイヴィッド・ブロッドベックは、論文集『The Cambridge Companion to Brahms』（1999年）において、1924年に「ブラームスの未発表の初期作品」として再発見された《ピアノ三重奏曲イ長調》について、真作者はディートリヒであろうとの説を唱えている。しかし音楽学者マルコム・マクドナルドは、『ブラームス』（Brahms, 2001年、第2版）において、真作者として誰の名前を当てはめることができるとしても、作曲様式上のバランスから見て、やはりブラームスとするのがふさわしいと述べている。